# 约瑟夫·波因德克斯特
约瑟夫·博伊德·波因德克斯特（英語：Joseph Boyd Poindexter，1869年4月14日—1951年12月3日）为美国夏威夷领地政治人物，于1934年至1942年年间担任夏威夷领地总督。
不过由于珍珠港事件的缘故，波因德克斯特于1941年12月7日宣布戒严，并将权力移交给了军方。